# The Undeclinables
Undeclinable Ambuscade is een punkrockband uit 's-Hertogenbosch, voorheen bekend ook bekend als Undeclinable en The Undeclinables. De band bestond uit Jasper Vergeer (zang), Helmer Lathouwers (gitaar), Dennis Doesburg (gitaar), Skanne van Selst (basgitaar) en Jorg Smeets (drums).
De band begon met spelen tijdens de hoogtijdagen van de eerste punk/popgolf uit Californië, en liftte daar eenvoudig op mee. In 2001 liet de band het woord "Ambuscade" vallen van haar naam, omdat het moeilijk te onthouden was.

## Levensloop van de band
The Undeclinable Ambuscade begon in 1992. Op het Rodenborch College in Rosmalen besloten Jasper Vergeer, Skanne van Selst en Jorg Smeets dat ze een band gingen oprichten. Ze kochten instrumenten en begonnen. Helmer Lathouwers kwam er na een schooloptreden bij, en later nog Dennis Doesburg. In 1994 deden ze mee aan de Wraak van Brabant, nadat ze in de omgeving van Den Bosch steeds bekender waren geworden door o.a. het festival Boschkilde. Na deze wedstrijd waren ze in heel Brabant bekend. Ze begonnen met een soort garagerock, maar stapten al snel over naar de Westcoast-Punkrock, een stroming die erg populair was in Nederland midden jaren 90. Na de Brabantse bekendheid ging het snel: nationale bekendheid met als gevolg drie maal Lowlands en een keer Pinkpop.
In 1996 kregen ze een platencontract aangeboden van (de Europese tak van) Epitaph Records: het label van hun Amerikaanse helden, namelijk NOFX en Bad Religion. Ze brachten er drie cd's uit. Het nummer '7 Years', een duet met Aline Bruyns, verscheen op het derde deel van Epitaphs populaire compilatiereeks Punk-O-Rama. De band kreeg Europese bekendheid en toerden onder meer door Spanje en Italië.
Jasper Vergeer, de toenmalig leadzanger van de band, kreeg langzaamaan genoeg van het toeren en feesten. In 2003 in Zwitserland vertelde hij dit voor het eerst aan zijn band. Hij begon de bandleden steeds meer te zien als collega's. De opvolger van de cd 'Sound City Burning' (2001) liet lang op zich wachten. In 2005 werd duidelijk waarom: Jasper Vergeer wil de plaat niet afmaken. De band gaat uit elkaar maar komt terug, onder de naam The Undeclinables, met een nieuwe zanger: Erik van Haaren. De cd wordt in 2008 alsnog uitgebracht en wordt lauw ontvangen.
In 2009 viel het uiteindelijke besluit om te stoppen met The Undeclinables. Skanne van Selst, Jorg Smeets en Erik van Haaren gaan proberen een nieuw bandje te starten. Helmer en Dennis kiezen ieder hun eigen weg.
Op zondag 20 december 2009 speelden The Undeclinables hun afscheidsconcert in Den Bosch, de stad waar het in 1992 allemaal begon.
Op 23 november 2016 maakte de band bekend nog een reünieoptreden te geven op Groezrock onder de naam Undeclinable Ambuscade. Begin 2017 wordt duidelijk dat de band op meerdere festivals geprogrammeerd is. Daarnaast heeft de band een aantal (try-out) optredens gegeven. Bij deze reünieoptredens kwam de originele zanger Jasper Vergeer terug als leadzanger; Erik van Haaren speelde derde gitaar.

## Discografie

### Albums
- Soft Squeaking Ernie on Swing! (1994)
- Their Greatest Adventures (1996)
- One for the Money (1998)
- Sound City Burning (2001)
- The Undeclinables (2008)

### Singles en ep's
- Fastflavouredfartcoreforourfinestfistfuckingfoolsandfriends (1995)
- African Song (1996)
- Trapped (1998)
- Walking on Air (1998)

### Overige
- Da Neighbour's Dog, demo (1993)